# Хардангерфиорд
Хардангерфиорд (на норвежки: Hardangerfiorden) е дълъг и тесен залив на Северно море, на западния бряг на Норвегия. Простира се от югозапад на североизток на протежение от 172 km, ширина до 7 km. Дълбочина на входа – 253 m, в средните части до 891 m. Бреговете на Хардангерфиорд са предимно скалисти, високи, на места отвесни (височина до 1500 m). В дъното на фиорда в него влива водите си високият 145 m водопад Вьоригфосен. Във вътрешността се разделя на два ръкава – Айдфиорд (на изток) и Сьорфиорд (на юг). На входа му се намират островите Тюснес, Стур и Бьомлу, като чрез протоците между тях – Бьомлафиорд (на югозапад), Селбьорнфиорд (на запад) и Бьорнафиорд (на северозапад) се свързва с откритите части на Северно море. В началната му част са разположени няколко острова, като най-големи са Варалдсьоя и Снилствейтьоя. Във фиорда се вливат множество къси, бурни и пълноводни реки, стичащи се от Скандинавските планини – Бьорейя, Грьоно и др. По бреговете му са разпръснати множество предимно малки рибарски селища, като най-голямо е град Ода (на върха на южното разклонение Сьорфиорд).

## Икономика, забележителности
Покрай бреговете на фиорда са изградени риболовни стопанства, в които се развъжда атлантическа сьомга и дъгова пъстърва, електрохимически и електрометалургични заводи, корабостроителници, мебелни и други фабрики.
Хардангерфиорд се явява популярна туристическа дестинация, като по бреговете му са разположени множество хотели и почивни бази. Известен е и със своите овощни градини, които цъфтят през пролетта. От южния ръкав Сьорфиорд се открива красива гледка към ледника Фолгефон (третия по големина ледник в континенталната част на страната, площ 220 km², височина до 1674 m), който през 2005 г. е обявен за национален парк. На дъното на фиорда лежи потопеният на 20 април 1940 г. германски корабен миноносец от типа „Грюг“ – „KNM Stegg“.